# Letiště Karlstad
Letiště Karlstad (švédsky Karlstads flygplats; kód IATA: KSD, kód ICAO: ESOK) je letiště v kraji Värmland, asi 16 kilometrů severozápadně od města Karlstad, ve směru k menšímu městu Kil, od kterého je vzdáleno asi 10 kilometrů jižním směrem. Hlavní asfaltová dráha (2516 metrů) je orientována přibližně ve směru severoseverovýchod-jihojihozápad, výrazně kratší, ale širší dráha  s nezpevněným povrchem určená pro malá letadla vede paralelně s hlavní dráhou. V roce 2019 letiště přepravilo 52 009 (z toho 16 926 na vnitrostátních a 35 083 na mezinárodních linkách, 25. místo mezi švédskými letišti) a uskutečnilo se zde 2282 vzletů a přistání.

## Historie
Rozhodnutí vybudovat nové letiště pro město Karlstad (skoro 66 tisíc obyvatel v roce 2020; hlavní město kraje Värmland) a menší okolní města a osady bylo přijato v roce 1993. Jako místo pro nové letiště byla vybrána neosídlená lokalita zhruba uprostřed trojúhelníku vymezeného městem Karlstad na východě, osadou Vålberg na západě a městem Kil na severu (to je k letišti nejblíže, a přestože nejde o velké město, je významným železničním uzlem). Nové letiště bylo otevřeno v roce 1997 a nahradilo původní letiště Karlstad-Jakobsberg.

### Letiště Karlstad-Jakobsberg
Původní letiště Karlstad-Jakobsberg bylo postaveno již ve třicátých letech 20. století, nacházelo se jen 3 kilometry od centra města v jednom z meandrů delty řeky Klarälven ústící do největšího švédského jezera Vänern (59°21′36″ s. š., 13°27′58″ v. d.). Jak se město Karlstad rozrůstalo, stále více obyvatel bylo vystaveno hluku nízko letících letadel při startu a přistání. Umístění v meandru řeky neumožňovalo prodloužení krátké vzletové a přístávací dráhy, navíc v roce 1993 (kdy bylo přijato rozhodnutí o novém letišti) se na základě dat z předchozích let předpokládal spíše růst počtu cestujících. Dále švédský stát počítal s tím, že nové letiště s dostatečně dlouhou dráhou může fungovat též jako záložní letiště pro norské letiště Oslo, vzdálené asi 230 km (Karlstad má jeden z největších počtů slunečních dnů ve Švédsku).
Po otevření nového letiště v roce 1997 byl z letiště Karlstad-Jakobsberg ihned přesunut veškerý komerční provoz, ale letiště Jakobsberg se ještě používalo pro školní lety a bezmotorové létání až do roku 2000, kdy i všechny zbývající aktivity byly přemístěny rovněž na nové letiště Karlstad. Pozemek po starém letiště byl poté revitalizován a nyní je využíván jako golfové hřiště.

### Změna vlastníka letiště
Do roku 2010 letiště patřilo mezi 16 přímo vlastněných švédským státem. Ale již v roce 2009 bylo rozhodnuto oddělit řízení letového provozu od provozu letišť, součástí rozhodnutí o vzniku nové společnosti Swedavia byl též záměr postupně přenést vlastnická práva pro 6 menších letišť na místní nebo regionální samosprávu a ve státním vlastnictví ponechat pouze deset letišť. Rozhodnutí o vytvoření společnosti Swedavia potvrdil švédský parlament na podzim roku 2009, když schválil vládní návrh zákona. Vlastnická práva na letiště Karlstad byla převedena v roce 2010. Původně se předpokládalo, že novými vlastníky budou společně samospráva kraje Värmland a samospráva města Karlstad. Nakonec se stoprocentním vlastníkem letiště stala samospráva (municipalita) Karlstadu, která pro provoz letiště založila společnost Karlstad Airport AB.

### Letecké společnosti a destinace
Následující letecké společnosti provozují lety do těchto destinací.
| Letecká společnost | Destinace/letiště                                                        |
| ------------------ | ------------------------------------------------------------------------ |
| Aegean Airlines    | Sezónní charter: letiště Chania                                          |
| Freebird Airlines  | Sezónní charter: Letiště Antalya                                         |
| Sunclass Airlines  | Sezónní charter: letiště Gran Canaria, letiště Palma de Mallorca, Rhodos |
| TUI                | Sezónní charter (plán 1/2022): Thajsko: Phuket                           |

Do května 2020 byla v provozu též pravidelná linka do Stockholmu, která ale byla v důsledku pandemie covidu-19 přerušena na neurčitou dobu a po zbytek roku 2020 odlétaly z letiště Karlstad jen některé charterové lety. Lze očekávat, že tak tomu bude i po celý rok 2021, ale na rozdíl od některých podobně postižených letišť, 
Karlstad alespoň nepřerušil provoz zcela. Pokud jde o charterové lety, dokonce přibyla jedna zcela nová destinace: přímé lety na thajský ostrov Phuket.

## Statistiky letiště
Tabulka 2 obsahuje údaje o počtu cestujících nejen za poslední desetiletí, ale za téměř celou dobu existence letiště (chybí jen první dva roky: 1997 a 1998). Bazický rok je (stejně jako u statistik ostatních švédských letišť) rok 2011. Z tabulky je vidět, že nejvíce cestujících (291 503) letiště přepravilo v roce 2000. Od té doby cestující téměř nepřetržitě ubývali, pod 200 tisíc jejich počet poprvé klesl v roce 2003, pod 100 tisíc v roce 2009. V roce 2020 (v důsledku pandemie covidu-19), došlo k dalšímu mimořádně velkému poklesu, protože od května byly v provozu již jen vybrané charterové lety. Také v roce 2021 lze očekávat velmi nízké počty cestujících.
| Rok  | Cestujících | Bazický index (2011 = 100) | Meziroční změna [%] |
| ---- | ----------- | -------------------------- | ------------------- |
| 1999 | 271 411     | 249                        | .                   |
| 2000 | 291 503     | 268                        | ▲7,4                |
| 2001 | 262 105     | 241                        | ▼-10,1              |
| 2002 | 216 072     | 198                        | ▼-17,6              |
| 2003 | 171 680     | 158                        | ▼-20,5              |
| 2004 | 160 335     | 147                        | ▼-6,6               |
| 2005 | 144 365     | 133                        | ▼-10,0              |
| 2006 | 113 087     | 104                        | ▼-21,7              |
| 2007 | 119 482     | 110                        | ▲5,7                |
| 2008 | 118 762     | 109                        | ▼-0,6               |
| 2009 | 84 880      | 78                         | ▼-28,5              |
| 2010 | 82 423      | 76                         | ▼-2,9               |
| 2011 | 108 893     | 100                        | ▲32,1               |
| 2012 | 100 349     | 92                         | ▼-7,8               |
| 2013 | 109 574     | 101                        | ▲9,2                |
| 2014 | 83 288      | 76                         | ▼-24,0              |
| 2015 | 93 517      | 86                         | ▲12,3               |
| 2016 | 85 848      | 79                         | ▼-8,2               |
| 2017 | 89 936      | 83                         | ▲4,8                |
| 2018 | 81 884      | 75                         | ▼-9,0               |
| 2019 | 52 009      | 48                         | ▼-36,5              |
| 2020 | 10 900      | 10                         | ▼-79,0              |

## Fotogalerie

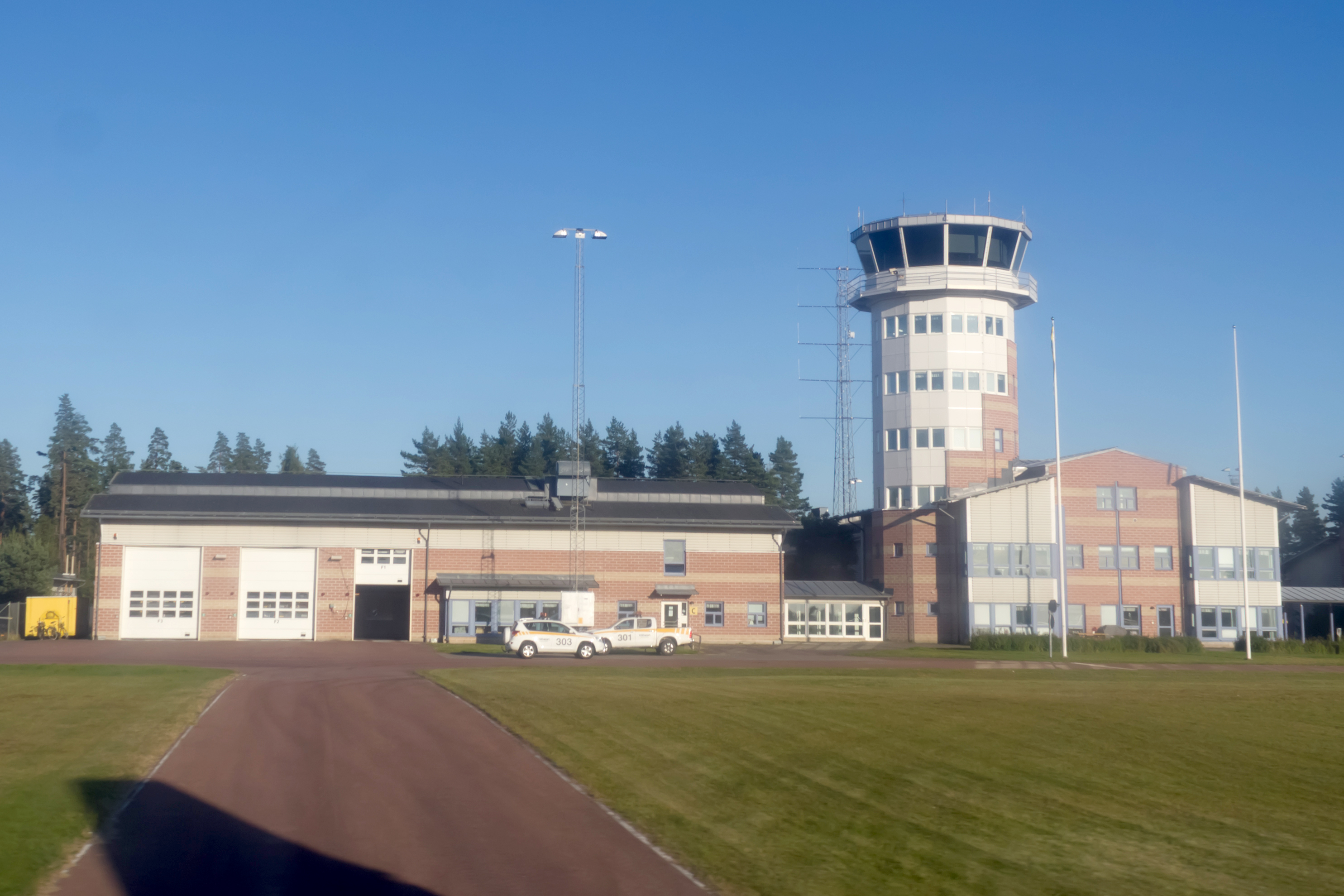
Řídící věž (2015)
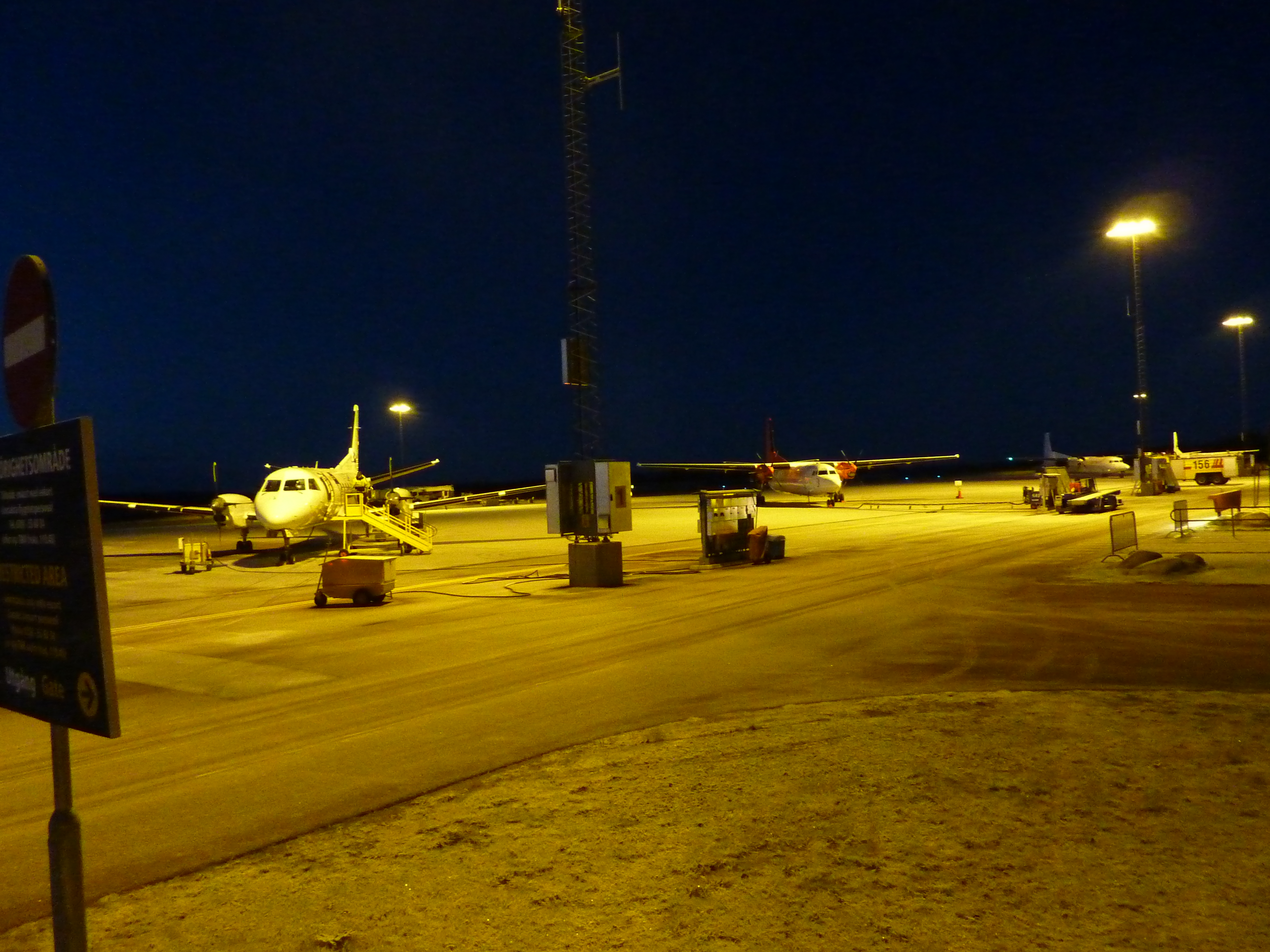
Rušný večer (2009)
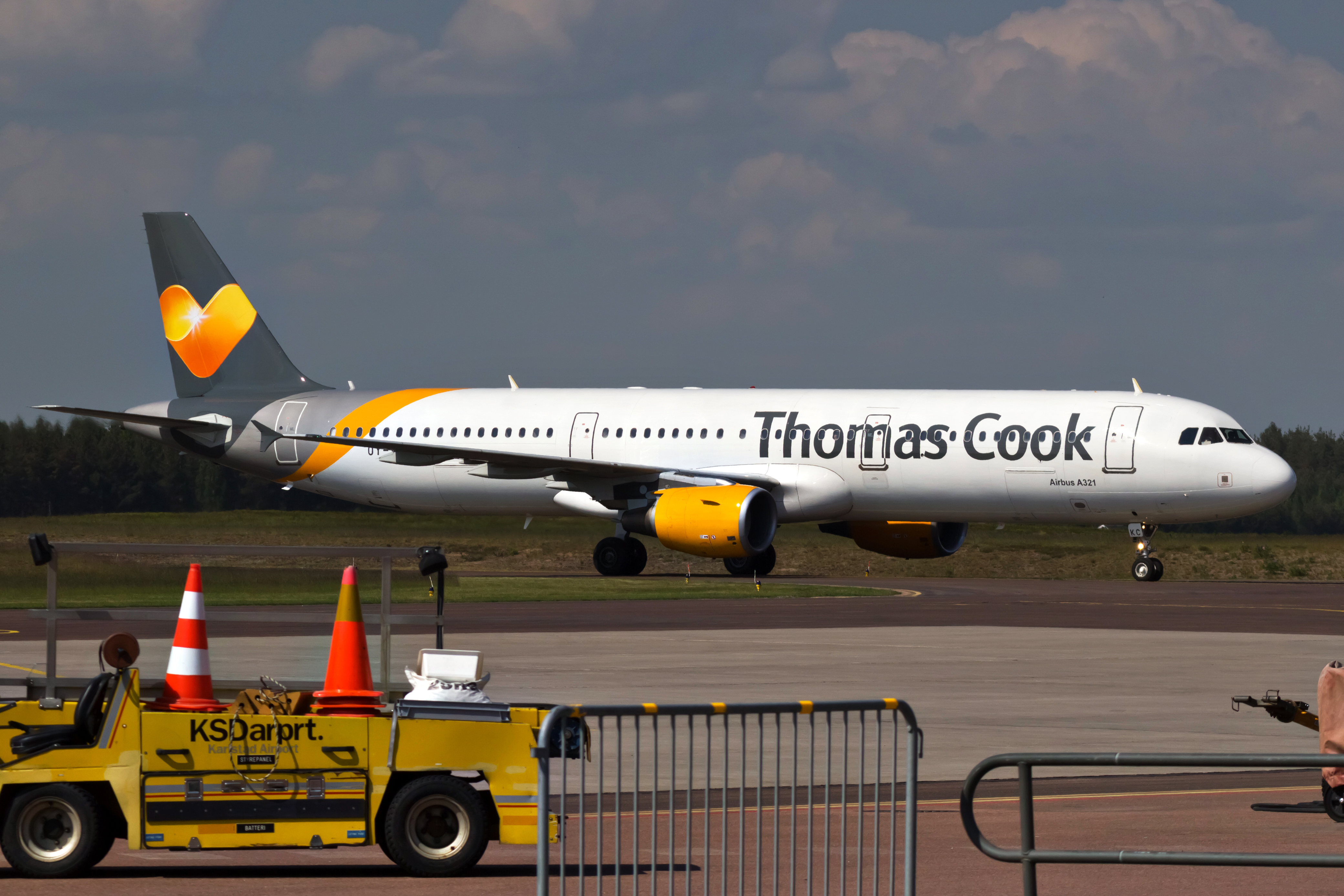
Airbus A321 v barvách Thomas Cook (2016)
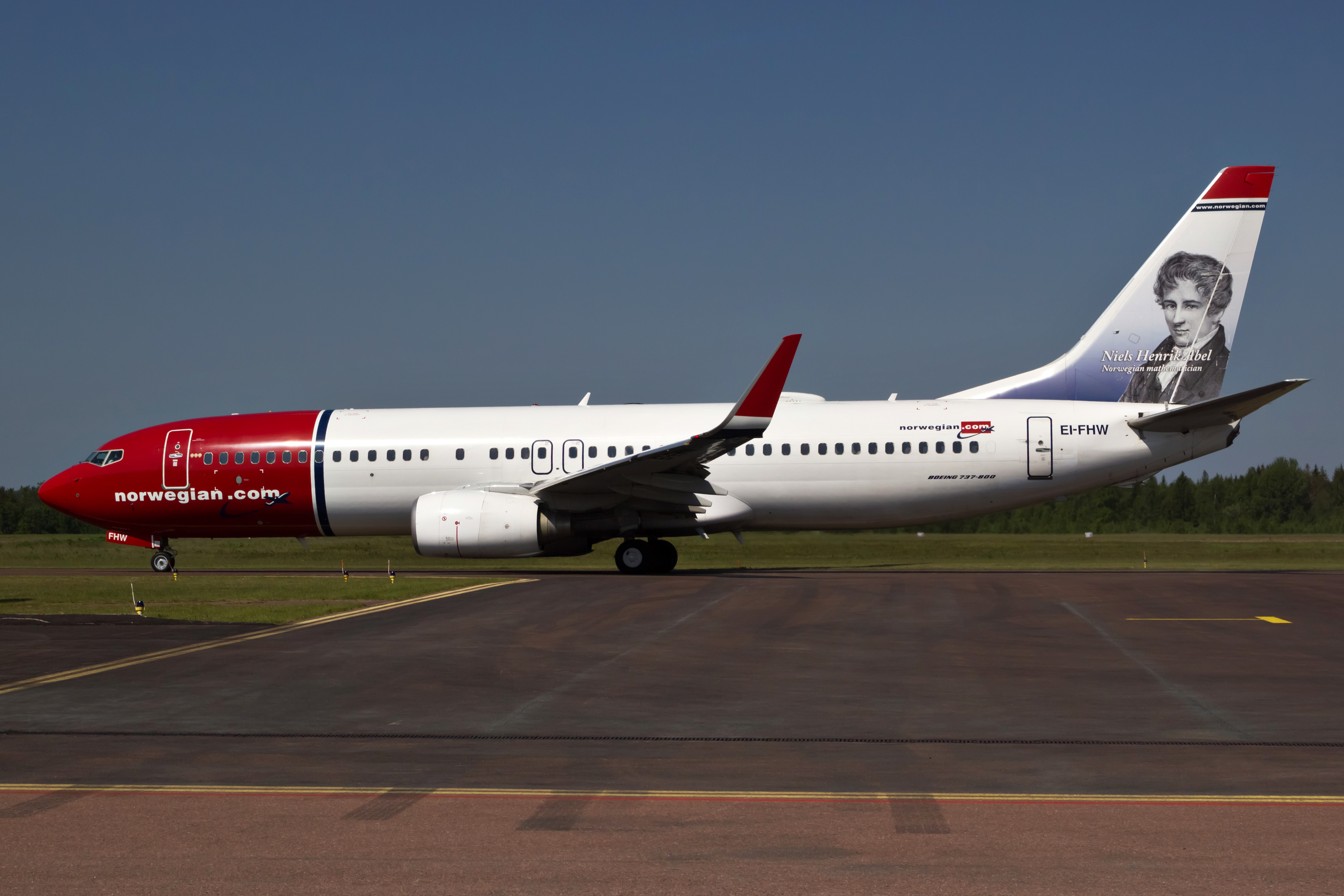
Boeing 737 v barvách Norwegian (2016)
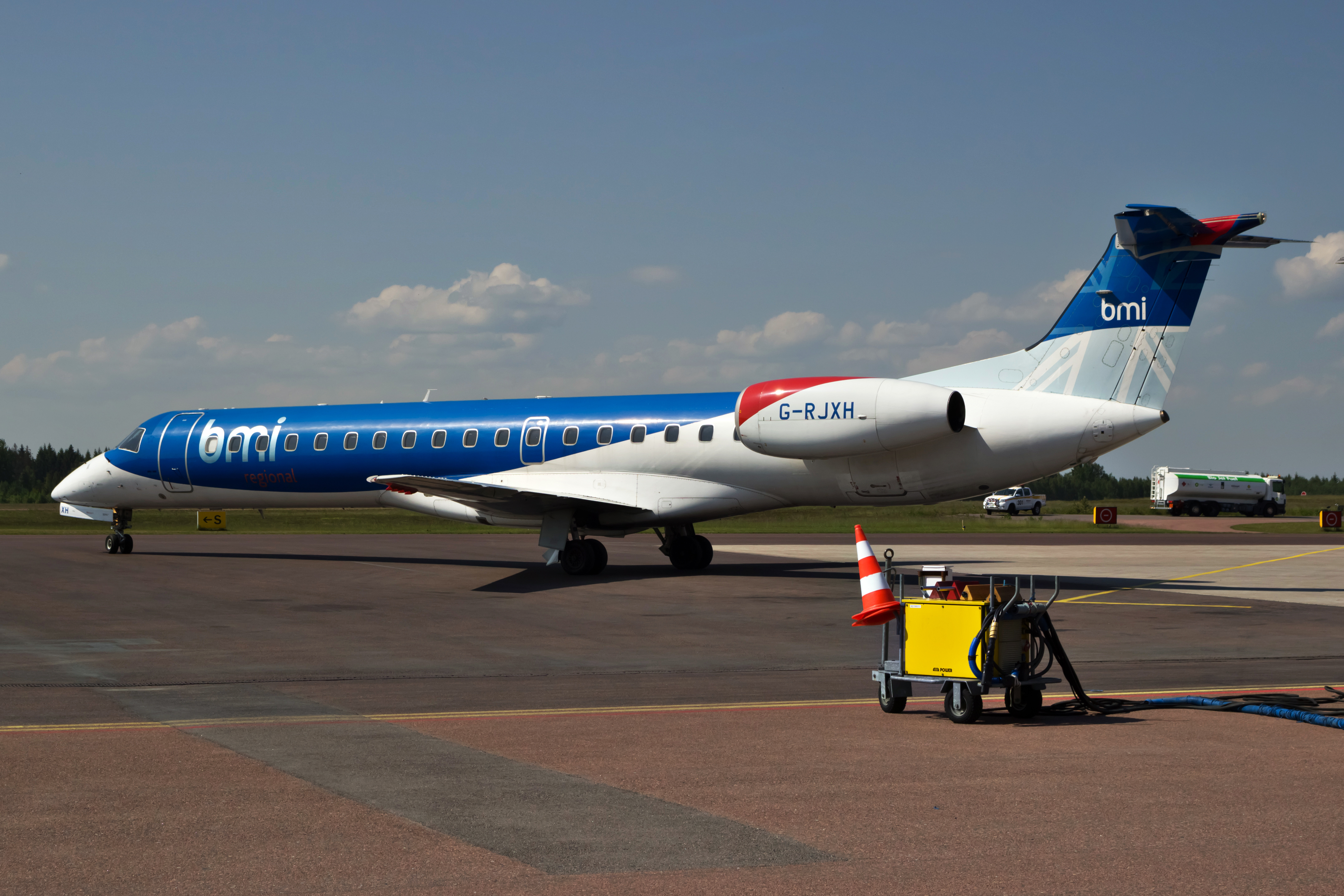
Embraer ERJ 145 (2016)
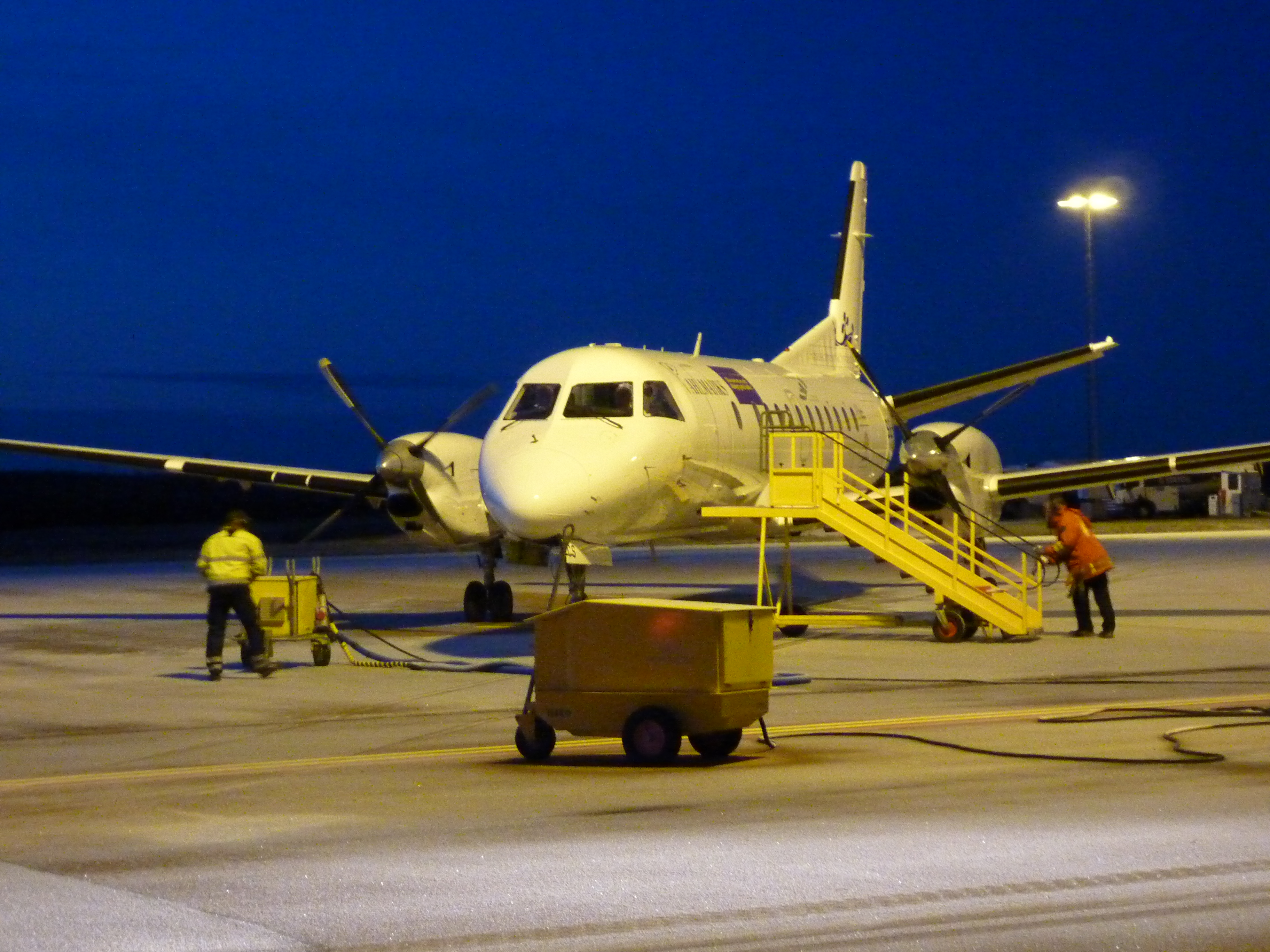
Saab 340 společnosti Skyways (2009)